# María García Yelo
María García Yelo, (Madrid, 1977) es una gestora cultural española. Ha sido subdirectora general de Museo Reina Sofía de Madrid y directora del festival internacional de fotografía Photoespaña del año 2015 hasta el año 2018.

## Trayectoria profesional
Licenciada en Historia del Arte por la Universidad Complutense de Madrid (U.C.M.), realizó estudios de postgrado, en la especialidad de arte contemporáneo, obteniendo el Diploma de Estudios Avanzados (D. E. A.) en 2003.
Comenzó su carrera profesional como adjunta a la dirección en el Museo Esteban Vicente de Segovia del año 2002 al 2004 junto a Ana Martínez de Aguilar. Cuando a esta le nombraron directora del Museo Reina Sofía, nombró a García Yelo Subdirectora General de Conservación, Investigación y Difusión del Museo Nacional Centro de Arte Reina Sofía del año 2005 a enero de 2008.
En 2008 se incorporó a la dirección de la casa de subastas internacional Christie´s Madrid como directora del Departamento de Arte Moderno y Contemporáneo hasta 2013, pasando de gestionar el arte desde una institución pública, a adentrarse en el mercado del arte desde una institución privada.  Fue llamada para dirigir Photoespaña en el año 2015. Comisaria de varias exposiciones de arte contemporáneo en instituciones públicas y privadas, como la de Mon Montoya titulada El Nido de los mirlos en el año 2013 en el Museo Esteban Vicente. Ha sido colaboradora habitual del suplemento cultural del periódico ABC, en la sección de crítica de arte. Es autora de artículos y ensayos sobre historia del arte publicados en medios especializados. En Dialnet consta la relación de artículos con títulos como El sublime espacio de Alberto Giacometti en los Anales de Historia del Arte  ISBN 0214-6452. Chillida, arquitecto del vacío, Tendencias del mercado del arte,  ISBN 1887-5483. Historia del Arte: Yasumasa Morimura Anales de historia del arte, ISBN 0214-6452.
Ha sido la Consejera Artística de la edición de 2017 del Prix HSBC pour la Photographie.